# Katsuo Takaishi
Katsuo Takaishi (高石勝男?, Takaishi Katsuo; Osaka, 14 ottobre 1906 – 13 aprile 1966) è stato un nuotatore giapponese.

## Carriera
Specializzato nello stile libero ha vinto la medaglia d'argento nella staffetta 4x200 m sl e il bronzo nei 100 m sl alle Olimpiadi di Amsterdam 1928.
È diventato uno dei Membri dell'International Swimming Hall of Fame.

## Palmarès
- Olimpiadi
  - Amsterdam 1928: argento nella staffetta 4x200 m sl e bronzo nei 100 m sl.